# پناهگاه صخره‌ای اشکفت کاوه کالی ۲
پناهگاه صخره‌ای اشکفت کاوه کالی ۲ مربوط به دوران پارینه‌سنگی جدید است و در شهرستان پل‌دختر، بخش مرکزی، دهستان جایدر، روستای دردیا (کاوه کالی) واقع شده و این اثر در تاریخ ۱۵ دی ۱۳۸۷ با شمارهٔ ثبت ۲۴۲۸۵ به‌عنوان یکی از آثار ملی ایران به ثبت رسیده است.